# Elmar Lechner
Elmar Lechner (* 10. Dezember 1944 in Imst, Österreich) ist ein österreichischer Erziehungswissenschaftler. Er war bis zu seiner Pensionierung außerordentlicher Professor am Institut für Erziehungswissenschaft und Bildungsforschung an der Alpen-Adria-Universität Klagenfurt. 

## Leben
Lechner studierte in Innsbruck. Seine Habilitation erfolgte 1985 für das Fach Pädagogik mit besonderer Berücksichtigung der Historischen Pädagogik. Von 1986 bis 1999 leitete er die Abteilung für Historische (und Vergleichende) Pädagogik am Institut für Unterrichtswissenschaft und Hochschuldidaktik bzw. für Erziehungswissenschaft und Bildungsforschung an der Alpen-Adria-Universität Klagenfurt. Daneben war er 1992 Honorary Fellow an der University of Wisconsin in Madison (USA), 1994 Gastprofessor an der Universität Czernowitz, Ukraine.
Lechner wurde 1986 Mitherausgeber der Fachzeitschrift Paedagogica Historica. Von 1988 bis 2020 war er Präsident der Österreichischen Gesellschaft für Historische Pädagogik und Schulgeschichte.

## Werke
- Geschichte der Pädagogik für Studierende an österreichischen Hochschulen für pädagogische und soziale Berufe
- Pädagogik an der ehemaligen Franz-Josefs-Universität zu Czernowitz
- Österreichisches Schulmuseum. Endbericht des Projekts
- Herausgeber der Reihe Retrospektiven in Sachen Bildung